# Hägglingen
Hägglingen est une commune suisse du canton d'Argovie, située dans le district de Bremgarten.

Vue aérienne (1967).

## Histoire
Hägglingen dépend du bailliage de Lenzbourg, puis des Freie Ämter.